# În singurătate
În singurătate (în cehă Pustina, cunoscut ca Wasteland în țările de limba engleză) este un miniserial de televiziune ceh (format din opt episoade), care a avut premiera în luna octombrie 2016 pe canalul HBO Europe⁠(d). Serialul este creat de Štěpán Hulík⁠(cs)[traduceți] și regizat de Ivan Zachariaš (primele patru episoade) și Alice Nellis⁠(d). Intriga are loc în mediul unui sat fictiv de la granița ceho-polonă, unde are loc o dispută între primăriță și o companie minieră.
În rolurile principale interpreteză Jaroslav Dušek⁠(d), Zuzana Stivínová⁠(cs)[traduceți], Eva Holubová⁠(d) și Petra Špalková⁠(d). Ivan Zachariáš, regizorul de origine cehă, a ales să distribuie amatori alături de actorii profesioniști, pentru a spori realismul serialului în opt părți.
Serialul a avut premiera mondială la Festivalul Internațional de Film de la Toronto în septembrie 2016, unde au fost prezentate toate episoadele.  Primele două episoade au fost prezentate anterior și la Festivalul Internațional de Film de la Karlovy Vary în iulie 2016.
Premiera la televiziune a avut loc la 30 octombrie 2016 pe HBO. HBO a lansat și primele două episoade online prin biblioteca video online HBO GO.

## Prezentare
Zuzana Stivinova interpretează rolul primăriței unui mic oraș ceh care este cumpărat și distrus de o companie multinațională minieră de cărbune, ceea ce duce la conflicte între locuitorii care doresc să-și păstreze viața tradițională și cei care vor să ia banii și să-ți construiască o viață mai bună în altă parte. Ea pierde un referendum care permite extinderea minei, încălcând o lege din 1991 care limitează exploatarea cărbunelui brun în Boemia de Nord. În același timp, fiica ei dispare, iar ceea ce pare a fi o încercare de a reduce la tăcere opoziția față de minele de cărbune sugerează straturi și mai profunde de intrigi politice.

## Distribuție
- Zuzana Stivínová jr. ca primărița Hana Sikorová, mama Míšei
- Jaroslav Dušek⁠(d) - Karel Sikora, fostul soț al Hanei și tatăl Míšei
- Eliška Křenková⁠(d) - Klára Sikorová, sora Míšei
- Leoš Noha⁠(d) - Kpt. Václav Rajner, anchetator
- Jan Cina⁠(d) ca Lukáš „Šary“ Vašíček, iubitul Klárei
- Štěpán Benoni ca Adam Vašíček
- Oskar Hes ca Filip Paskowski
- Eva Holubová⁠(d) ca Vašíčková
- Miroslav Vladyka ca Vašíček
- Martin Sitta ca Pavel Abrham
- Petra Špalková ca Markéta Masařová
- Štěpán Matejíčka ca Jakub Masař
- Kateřina Pindejová ca Abramova
- Martin Kubačák ca František Cetkovský
- Ivan Krúpa ca Petr Krušina
- Adam Petrlík ca Dejv
- Janek Gregor ca Tibor Balog
- Jan Bavala ca Sysel
- Mário Pech ca Horváth
- Maxmilián Mráz ca Kučera
- Richard Stanke ca Kwiatkowski
- Adrian Jastraban ca tatăl lui Filip
- Pavel Rudolf Plasche ca taximetrist

## Producție
Printre locurile de filmare se numără și Castelul Jezeří⁠(cs)[traduceți] (în germană Eisenberg), un sit istoric aproape în întregime înconjurat de mine de suprafață. Castelul este situat pe versanții Munților Metaliferi din  districtul Most din  regiunea Ústí. Filmările au avut loc din noiembrie 2015 până în mai 2016 în principal în Boemia și la granița ceho-polonă. Au mai fost turnate scene în locuri cu o atmosferă cu totul specială - în Komořany, Hole (Svrkyně), Kladno sau în așezarea de cabane Kersko. 

## Premii
- Trilobit, 2017
- Premiile Leul Ceh, 2017
- Premiile Criticilor de Film din Cehia, 2017